# گروسلوبایشاو
گروسلوبایشاو (به آلمانی: Großlöbichau) یک شهر در آلمان است که در زاله‌هلتسلاند واقع شده‌است. گروسلوبایشاو ۷۵۲ نفر جمعیت دارد.